# Vitbröstad glasögonfågel
Vitbröstad glasögonfågel (Zosterops albogularis) är en fågel i familjen glasögonfåglar inom ordningen tättingar.

## Utseende
Vitbröstad glasögonfågel var en medelstor (13-14 cm), sångarlik fågel. Huvudet är grönt, ryggen olivgrön och undersidan vit. Runt ögat syns en vit ögonring. Den skiljer sig från andra glasögonfåglar genom större storlek och den vita undersidan.

## Utbredning och status
Fågeln är endast känd från Norfolkön i Stilla havet, men minskade kraftigt på grund av predation från svartråtta. De senaste säkra observationerna utgörs av fyra fynd från 1979, men senare rapporter tyder på att arten möjligen överlevde in på 2000-talet. Sannolikheten att arten nu är utrotad har beräknats vara 0,98-0,99. Sedan 2024 kategoriseras därför arten som utdöd av IUCN.